# النجر (بني حشيش)

تعديل مصدري - تعديل

النجر هي إحدى قرى عزلة عيال مالك بمديرية بني حشيش التابعة لمحافظة صنعاء، بلغ تعداد سكانها 124 نسمة حسب تعداد اليمن لعام 2004.